# Намён (станция метро)
«Намён» (кор. 남영역) — наземная станция Сеульского метро на Первой (Линия Кёнбусон) (локальная) линии.
Она представлена одной островной платформами. Станция на 1 линии обслуживается Корейской национальной железнодорожной корпорацией (Korail). Расположена в квартале Гарвол-дон района Йонсан-гу города Сеул (Республика Корея). На станции установлены платформенные раздвижные двери.
На Первой линии поезда Кёнвон экспресс (GWː Gyeongwon) обслуживают станцию; Кёнбусон красный экспресс (GB: Gyeongbu red express), Кёнкин экспресс (GI: Gyeongin), Кёнбусон зелёный экспресс (SC: Gyeongbu green express) не обслуживают станцию.
Пассажиропоток — на 1 линии 23 526 чел/день (на 2012 год)